# Palisaden
Palisaden (norwegisch für Palisade) ist eine lange Gebirgskette im ostantarktischen Königin-Maud-Land. Im Borg-Massiv erstreckt sie sich vom Skoddemédet in nordwestlicher Richtung zwischen den Tälern Frostlendet und Raudbergdalen zum Dugurdspiggen.
Wissenschaftler des Norwegischen Polarinstituts benannten sie 2017.